# Thera brunneoalbata
Thera brunneoalbata är en fjärilsart som beskrevs av Heydemann 1933. Thera brunneoalbata ingår i släktet Thera och familjen mätare. Inga underarter finns listade i Catalogue of Life.